# Onychiurus ambulans
Onychiurus ambulans is een springstaartensoort uit de familie Onychiuridae. De wetenschappelijke naam is gepubliceerd in 1758 door Linnaeus in de tiende editie van Systema naturae.